# Prescott (Wisconsin)
Prescott é uma cidade localizada no estado norte-americano de Wisconsin, no Condado de Pierce.

## Demografia
Segundo o censo norte-americano de 2000, a sua população era de 3764 habitantes.
Em 2006, foi estimada uma população de 4027, um aumento de 263 (7.0%).

## Geografia
De acordo com o United States Census Bureau tem uma área de
6,2 km², dos quais 5,2 km² cobertos por terra e 1,0 km² cobertos por água.

## Localidades na vizinhança
O diagrama seguinte representa as localidades num raio de 20 km ao redor de Prescott.